# Tegelbergbahn
Die Tegelbergbahn ist eine 2146,18 Meter lange Luftseilbahn auf dem Tegelberg bei Schwangau. Die Pendelbahn, die einen Höhenunterschied von 892,5 Metern überwindet, hat eine 38 Meter hohe, als Stahlbetonkonstruktion ausgeführte Seilbahnstütze. Sie hat ein Tragseil mit 48 mm, ein Zugseil mit 24 mm und ein Gegenseil mit 20 mm Durchmesser.
Die beiden Kabinen können jeweils maximal 44 Personen transportieren.
Der Elektromotor der Tegelbergbahn leistet maximal 250 kW.

## Geschichte

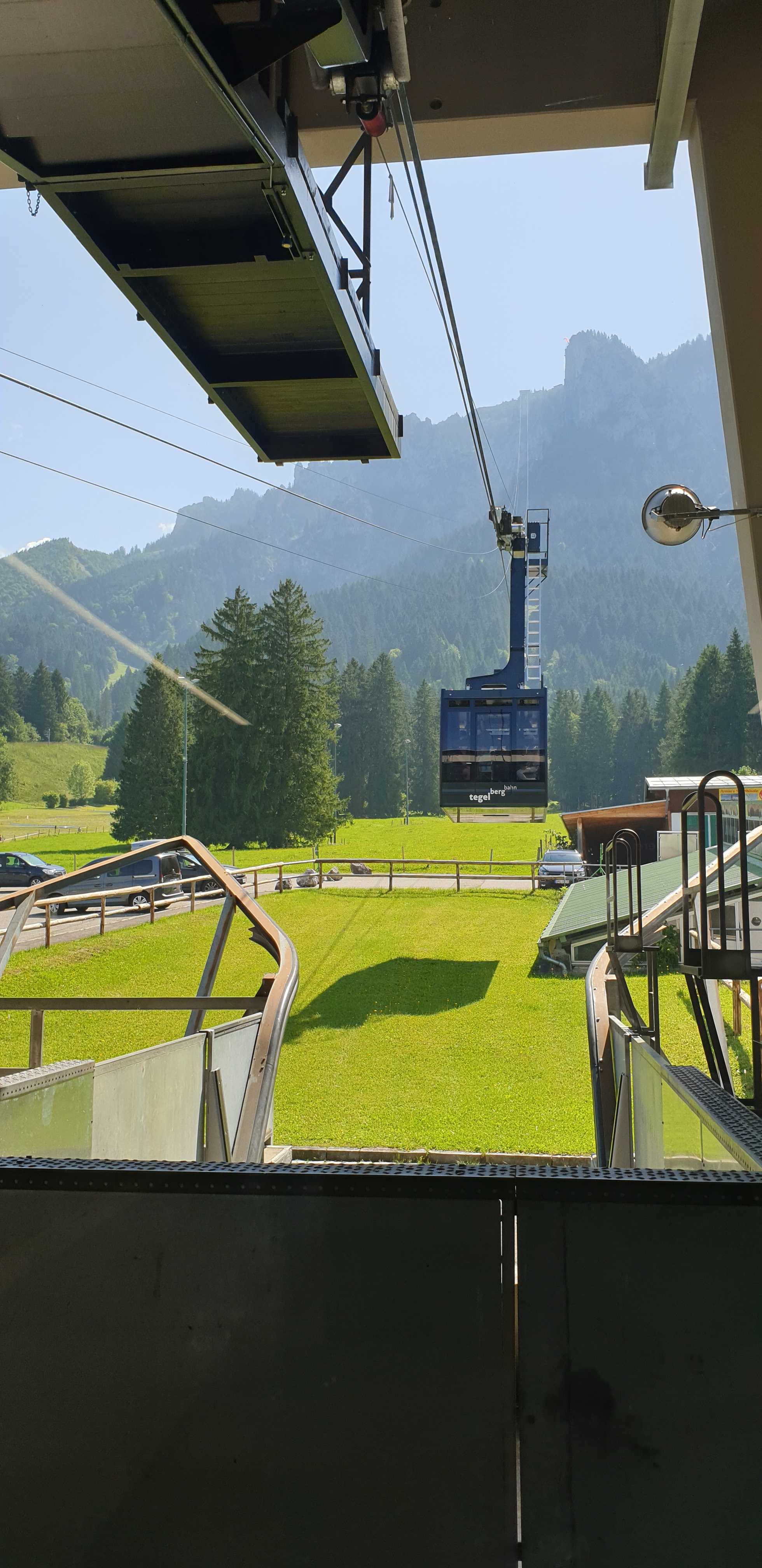
Blick von der Tal- zur Gipfelstation der Tegelbergbahn, mit neuer Kabine aus 2021

Die Bahn wurde vom Südtiroler Unternehmen Hölzl Seilbahnbau gebaut.
Im Jahr 1966 wurden bei Ausschachtungsarbeiten für die Talstation die Fundamente eines teilweise beheizbaren Hauses aus der Römerzeit und ein Badehaus aus dem 2. Jahrhundert entdeckt. In beiden Gebäuden fanden sich farblich wohlerhaltene Fresken, von denen ein Teil aus der Therme heute in der Archäologischen Staatssammlung München gezeigt wird. Die römische Siedlung Tegelberg wurde erstmals 1934/35 bekannt.
Das Badhaus mit seinen teils einmaligen Befunden wurde nach den Grabungen konserviert. Die Gemeinde Schwangau ließ 1996 einen Schutzbau errichten.
Am 12. August 2011 verfing sich ein Tandem-Gleitschirm in den Seilen der Tegelbergbahn. Der Betrieb wurde vorübergehend eingestellt und 132 Menschen wurden von der Bergstation ins Tal geflogen. 30 Passagiere aus der unteren Gondel wurden aus ca. 50 Metern Höhe abgeseilt. 19 Passagiere und der Seilbahnführer in der oberen Gondel konnten wegen zu starken Windes erst am nächsten Morgen per Hubschrauber aus der Gondel geholt werden.
Von 2019 bis 2021 wurden die Bergstation und die Talstation der Tegelbergbahn saniert und modernisiert. Die von 1988 bis Frühjahr 2021 verwendeten grün-weißen Gondeln wurden durch fast vollständig verglaste Gondeln ersetzt.
Eine der beiden Gondeln wurde Anfang 2024 in das Haus der Bayerischen Geschichte in Regensburg transportiert.
Geschäftsführer der Tegelbergbahn waren von 1968 bis 1984 Josef Müller, von 1984 bis 2016 Franz Bucher und von 2016 bis 2017 kommissarisch Paul Iacob, damals Bürgermeister der Stadt Füssen. Seit 2017 ist Frank Seyfried Geschäftsführer.

## Bergbahnverbund
Die Tegelbergbahn GmbH & Co. KG, an der neben privaten Gesellschaftern auch die Kommunen Schwangau, Füssen und Halblech beteiligt sind, ist Eigentümerin und Betreiberin der Tegelbergbahn, der Buchenbergbahn im benachbarten Halblech-Buching, welche 1974 gekauft wurde, und der Breitenbergbahn in Pfronten, übernommen im Jahre 1999.
Jahres-, Saison- und Punktekarten sind an allen drei Bergbahnen gültig. Die Tegelbergbahn ist Mitglied im Verbund „Vitales Land“, dessen Karten ebenfalls an allen drei Standorten verwendet werden können.